# Episodi di Single Parents (seconda stagione)
La seconda stagione della serie televisiva Single Parents, composta da 22 episodi, è stata trasmessa negli Stati Uniti sulla ABC dal 25 settembre 2019 al 13 maggio 2020.
In Italia, è stata trasmessa su Fox, canale satellitare a pagamento di Sky, dal 1º dicembre 2019.
A causa della pandemia di Coronavirus dall'episodio 14 in Italia, gli episodi sono stati trasmessi in lingua originale e sottotitolati in italiano per poi essere trasmessi doppiato in un secondo momento.
| n° | Titolo originale                          | Titolo italiano                                | Prima TV USA      | Prima TV Italia  |
| -- | ----------------------------------------- | ---------------------------------------------- | ----------------- | ---------------- |
| 1  | Summer of Freedom                         | Un'estate in libertà                           | 25 settembre 2019 | 1º dicembre 2019 |
| 2  | Graham Fought the Bones and the Bones Won | Il rappresentante di classe                    | 2 ottobre 2019    | 8 dicembre 2019  |
| 3  | Derek Sucks                               | Derek fa schifo                                | 9 ottobre 2019    | 15 dicembre 2019 |
| 4  | Big Widow Wives                           | Il gruppo di sostegno                          | 16 ottobre 2019   | 22 dicembre 2019 |
| 5  | Sport                                     | Sport                                          | 23 ottobre 2019   | 29 dicembre 2019 |
| 6  | Welcome to Hell, Sickos!                  | Benvenuti all'inferno!                         | 30 ottobre 2019   | 5 gennaio 2020   |
| 7  | Xander and Camille                        | Xander e Camille                               | 6 novembre 2019   | 12 gennaio 2020  |
| 8  | Every Thursday Should Be Like This        | Ogni giovedì dovrebbe essere così!             | 20 novembre 2019  | 19 gennaio 2020  |
| 9  | A Place Where Men Can Be Men              | Un posto dove gli uomini possono essere uomini | 4 dicembre 2019   | 26 gennaio 2020  |
| 10 | Good Holidays to You                      | Buone feste a tutti                            | 11 dicembre 2019  | 8 marzo 2020     |
| 11 | The Angie-Man                             | L'Uomo Angie                                   | 8 gennaio 2020    | 15 marzo 2020    |
| 12 | Welcome to Hilltop!                       | Benvenuti a Hilltop                            | 15 gennaio 2020   | 22 marzo 2020    |
| 13 | Chunkies                                  | Pezzetti                                       | 22 gennaio 2020   | 29 marzo 2020    |
| 14 | Yarn and Pebbles                          | Cibo spazzatura                                | 29 gennaio 2020   | 17 luglio 2021   |
| 15 | Chez Second Grade                         | Cena da seconda elementare                     | 12 febbraio 2020  | 17 luglio 2021   |
| 16 | Hip$ for Dolores                          | Le nuove anche di Dolores                      | 19 febbraio 2020  | 17 luglio 2021   |
| 17 | Untz, Untz, Untz                          | Untz, untz, untz                               | 26 febbraio 2020  |                  |
| 18 | Oh Dip, She's Having a Baby               | Parto in casa                                  | 15 aprile 2020    |                  |
| 19 | A Night in Camarillo                      | Una notte a Camarillo                          | 22 aprile 2020    |                  |
| 20 | Look, This is Obviously a Sexy Situation  | Situazione sexy                                | 6 maggio 2020     |                  |
| 21 | A Night of Delicate Frenching             | Una notte di baci alla francese                | 6 maggio 2020     |                  |
| 22 | No. Wait. What? Hold On.                  | Slideshow finale                               | 13 maggio 2020    |                  |

## Un'estate in libertà
- Titolo originale: Summer of Freedom
- Diretto da: Erin O'Malley
- Scritto da: Alison Bennett

### Trama
A eccezione di Miggy, che deve accudire Jack, tutti gli altri membri del gruppo potranno godersi un'estate senza figli dato che Emma e Amy staranno dalla nonna, mentre Graham e Sophie trascorreranno l'estate in campeggio, e Rory viaggerà in luna di miele con suo padre. Will e Angie decidono di scrivere una lista di cose che faranno loro due insieme durante l'estate, ma Will si ritrova a dover rinunciare alla compagnia della sua amica la quale è ossessionata da Derek, da quando lo ha rivisto e le ha lasciato il suo indirizzo e-mail, infatti Angie è ossessionata all'idea di scrivergli un'e-mail di odio, ma essendo indecisa su cosa scrivergli, ha trascorso mesi interi a lavorarci. Douglas decide di chiedere finalmente a Poppy di uscire con lui ma, preso alla sprovvista, è proprio Poppy che gli chiede di uscire. I due vanno a cena in un ristorante, ma Douglas la lascia sola senza darle spiegazioni. Will e Tracy ormai sono diventati una coppia a tutti gli effetti, e Angie ci rimane male quando scopre che Will ha fatto con la sua fidanzata quello che era nella loro lista. Will le spiega che avrebbe voluto farle con Angie quelle cose, ma lei ormai è ossessionata da quell'e-mail che tra l'altro non ha ancora inviato. Angie non nega che le dà fastidio vedere Will con un'altra donna, e infatti entrambi riconoscono di non essere legati solo da un sentimento di amicizia, anche se non sono pronti per affrontare l'argomento. Poppy decide di chiudere con Douglas non ritenendolo l'uomo adatto a lei, convinta che il suo comportamento è solo una reazione al fatto che gli ha impedito di chiederle lui per primo di uscire. Douglas confessa a Miggy che il motivo per cui ha lasciato da sola Poppy al ristorante è perché gli era venuto un infarto. Angie ammette di aver perso il controllo, spiegando a Will che all'inizio in quell'e-mail voleva solo esprimere a Derek il suo disprezzo per lui, ma poi sono riaffiorati altri sentimenti che non sapeva se voler condividere con lui o meno. Will le fa capire che manifestare i propri sentimenti non è un segno di debolezza, l'estate è finita e i loro figli stanno per tornare, quindi anche se hanno a disposizione poche ore, Will e Angie si divertono a fare tutto quello che avevano in programma nella loro lista. Poppy perdona Douglas quando lui le rivela tutta la verità, lui aveva preferito tacere perché preferiva che Poppy lo giudicasse male piuttosto che mostrarsi debole davanti a lei. Poppy è pronta a dargli un'altra occasione, ma aggiunge che Douglas deve imparare a lavorare di più sulla comunicazione. Alla fine Angie trova il coraggio di inviare a Derek l'e-mail, mentre Rory, Graham, Sophie, Amy e Emma ritornano a Los Angeles. 
- Ascolti USA: 2 820 000 telespettatori[11]

## Il rappresentante di classe
- Titolo originale: Graham Fought the Bones and the Bones Won
- Diretto da: Fred Savage
- Scritto da: Berkley Johnson

### Trama
È il primo giorno di scuola, ora Sophie, Rory, Emma, Amy e Graham frequentano la seconda elementare, mentre Miggy porta Jack all'asilo. Will è a disagio vedendo come Sophie ormai cerchi in tutti i modi di mettere le distanze da lui per essere più indipendente, tra l'altro Homily Pronstroller, l'insegnante dei ragazzi, informa Will che dovrà essere spogliato del titolo di rappresentante dei genitori, lui aveva rivestito la carica già lo scorso anno, e stando alle nuove regole della scuola non è possibile essere il rappresentante due anni di fila, quindi il ruolo viene assegnato (malvolentieri) a Douglas. Miggy scopre che non può permettersi la retta dell'asilo con lo stipendio dell'enoteca di Poppy, oltre al fatto che è negato nel suo lavoro; Angie lo assume nel suo studio legale, e entrambi si lamentano del lavoro fin troppo noioso, sennonché Angie inizia ad accorgersi che in realtà a Miggy piace il suo nuovo lavoro. Will non accetta che Sophie voglia mettere le distanze da lui, è per questo che desidera ad ogni costo riavere il ruolo di rappresentante dei genitori, almeno così potrà partecipare attivamente nella vita scolastica di sua figlia, dunque Douglas, che non desidera affatto il ruolo di rappresentante, escogita un piano con Will: durante la visita al museo di storia, dove Douglas in qualità di rappresentante dovrà accompagnare la classe, Graham dovrà violare le regole del museo, e toccare le ossa di un dinosauro, a quel punto Douglas dando prova della sua negligenza non farà nulla per impedirglielo, mentre Will, anche lui sul posto fingendo di essere lì per caso, lo fermerà dando prova di essere la persona più qualificata per il posto di rappresentante. Il piano riesce, almeno fino a quando Will, a causa di una distrazione, non riesce a impedire a Graham di toccare l'osso del dinosauro, che tra l'altro era anche un osso portante, facendo cadere tutto lo scheletro. Poppy sente la mancanza di Miggy nell'enoteca, e gli chiede di tornare a lavorare con lei, ma Miggy ammette che preferisce lavorare nello studio, prima inseguiva sogni irrealizzabili che gli portavano via tempo prezioso, ma adesso che ha un lavoro che gli piace veramente, può dedicarsi a Jack con più serenità. Miggy prima aveva finto di odiare il lavoro solo per compiacere Angie, infatti lei è sempre prevenuta nei confronti di ogni casa, quindi Poppy e Miggy fingono di odiare ciò che odia lei per non metterla a disagio. Angie capisce quindi che non deve sempre cercare di contagiare gli altri con la sua negatività. Will e Douglas chiedono aiuto a Rory visto che lui è il presidente de consiglio studentesco, ma lui rivela a Will che è stata proprio Sophie a chiedere che a suo padre venisse revocata la carica di rappresentante dei genitori, evidentemente perché non lo voleva intorno. Sophie confessa a Will che durante il campeggio ha sentito la sua mancanza, avendo compreso quanto lei fosse dipendente da suo padre, ed è per questo che ora vuole essere più autosufficiente, per imparare a cavarsela da sola. Will alla fine accetta la cosa capendo quanto per Sophie sia importante imparare a provvedere da sola a se stessa. Amy e Emma chiedono a Douglas di conservare la carica di rappresentante, e in effetti questa volta accetta più felicemente. Angie riceve inaspettatamente, la visita di Derek, il quale aveva letto l'e-mail che lei gli aveva inviato.
- Ascolti USA: 2 860 000 telespettatori[12]

## Derek fa schifo
- Titolo originale: Derek Sucks
- Diretto da: Natalia Anderson
- Scritto da: Kim Rosenstock

### Trama
Ora che Derek è a Los Angeles, Angie chiede a Miggy e Will di aiutarla a dominare i suoi impulsi così che possa cacciare via Derek dalla sua vita, infatti Angie è ben consapevole del fatto che non è capace di resistere al suo ex essendo ancora infatuata di lui. Emma, Amy, Rory, Graham e Sophie passano la notte a casa di Louisa per un pigiama party quindi Douglas organizza una cena romantica per lui e Poppy. Dopo l'ultima volta che si sono visti, Will e Derek non nascondono la loro antipatia reciproca, al contrario Miggy rimane subito affascinato da lui, alla fine Angie, nonostante Will e Miggy avessero provato ad aiutarla a tenere a freno la sua infatuazione per Derek, li caccia via da casa sua, e fa sesso con il suo ex. La cena di Poppy e Douglas viene interrotta dall'arrivo di Rory, Emma e Amy, che avevano lasciato la casa di Louisa sospettando che i loro genitori nascondessero qualcosa. Angie, pentita di aver fatto sesso con Derek, decide di mandarlo via; Derek è sinceramente dispiaciuto per aver abbandonato Angie quando rimase incinta, non ha mai smesso di pensare a lei, infatti vorrebbe conoscere Graham. Per colpa della stampante di Angie, la casa prende fuoco, ma Derek, pur rischiando la vita, mette in salvo il peluche preferito di Graham. Dopo questo gesto Angie capisce che Derek non è più l'uomo egoista che era in passato, Will non nega che a suo parere Derek non merita una donna come Angie, ma ritiene che se lei lo considera meritevole di avere una possibilità per essere un padre per Graham, allora deve fidarsi del suo giudizio. Visto che i figli di Douglas e Poppy sono all'oscuro del fatto che i loro genitori hanno una relazione, Douglas cerca di nascondere la verità con delle bugie, ma Poppy non accetta di mentire, non ritenendo corretto che Douglas non voglia che i loro figli possano esprimere la loro opinione sulla vita sentimentale dei genitori. Poppy torna a casa con Rory e i due guardano un film, ricevendo la visita di Douglas, Emma e Amy. Alla fine Poppy e Douglas guardano la TV fino a tardi con i loro bambini, che alla fine si addormentano. Poppy e Douglas capiscono che la loro concezione del romanticismo è diversa da quella convenzionale, ma la amano ugualmente. Angie accompagna Derek alla stazione degli autobus, infatti Derek lascia Los Angeles, Angie non è ancora pronta al presentarlo a suo figlio, ma gli regala le fotografie di Graham di quando era piccolo, un regalo che Derek apprezza molto.
- Ascolti USA: 2 680 000 telespettatori[13]

## Il gruppo di sostegno
- Titolo originale: Big Widow Wives
- Diretto da: Erin O'Malley
- Scritto da: Taylor Cox

### Trama
Will aiuta Angie a ristrutturare la casa dopo l'incendio, mentre Douglas ha in mente di passare la serata a casa sua con alcuni amici. Poppy, sebbene non fosse interessata a incontrare gli amici di Douglas, temendo che potrebbero non piacerli, si fa convincere da Miggy a socializzare con loro. Quindi Poppy va a casa di Douglas scoprendo che le ha mentito: lui è in compagnia di alcune donne, tutte vedove, hanno affrontato lo stesso dolore di Douglas e infatti il loro è un gruppo di terapia del dolore. Poppy vorrebbe conoscerle, ma Douglas ha preferito tenerla all'oscuro di tutto sapendo che lei finirebbe col mettersi in competizione con le sue amiche. Graham, traumatizzato dall'incendio, non intende più uscire dalla sua camera da letto trasformandola in un bunker. Sebbene Poppy non avesse dato molto peso alle affermazioni di Douglas, passando del tempo con lui e le sue amiche, inizia a sentirsi a disagio, proprio come Douglas aveva previsto. Infatti Poppy scopre che Douglas è insolitamente gentile e premuroso con loro, inoltre per lui è più semplice parlare di Rose con le sue amiche, e di quanto le manca. Poppy decide di andarsene, poi confida a Miggy che ascoltare Douglas mentre parlava di Rose le ha fatto capire quanto lui la amasse. Intanto Will e Angie sono alle prese con un opossum che entrato nella casa durante i lavori di ristrutturazione. I due provano a cacciarlo via, ma finiscono per litigare quando Will le fa notare che la sua amica si approfitta un po' troppo del suo aiuto, ad esempio lo ha usato come capro espiatorio facendo credere a Graham che era stato proprio Will a causare l'incendio, non avendo avuto il coraggio di dirgli che suo padre era venuto a trovarli. Graham decide di uscire dalla sua camera da letto, poi lui e Angie catturano insieme l'opossum. Angie si scusa con Will ammettendo che per troppo tempo si è approfittata del suo aiuto, lei e Graham non hanno mai potuto contare su una figura maschile su cui fare affidamento, e il fatto che Will le offrisse sempre il suo aiuto ha fatto sì che lei diventasse dipendente dal suo amico. Anche Will ammette di aver sbagliato, amava l'idea che Angie avesse bisogno di lui diventando così troppo disponibile, aggiungendo però che aiutarla per lui non è un disturbo. Poppy torna a casa di Douglas ammettendo che il ricordo di Rose la mette in difficoltà, il suo matrimonio è finito perché lei e Ron non si amavano più, nel caso di Douglas invece sua moglie è morta, lui la amava ancora e dunque ancora adesso Rose ha un posto nel suo cuore. Douglas le spiega che ancora adesso sta elaborando la morte di sua moglie, ma Poppy lo fa sentire bene come non gli succedeva da tempo. Will offre ospitalità a Angie e suo figlio, ma lei preferisce andare a vivere da Douglas, scoprendo però che quest'ultimo sistemerà Angie e Graham nella sua sauna.
- Ascolti USA: 2 770 000 telespettatori[14]

## Sport
- Titolo originale: Sport
- Diretto da: Erin O'Malley
- Scritto da: Ali Kinney

### Trama
Will allena la squadra di calcio di Sophie, Emma e Amy, ma con scarsi risultati, infatti Sophie è demoralizzata visto che nessuno è in grado di giocare e probabilmente non saranno capaci di vincere. Tutto cambia quando Poppy chiede a Will di inserire anche Rory in squadra, da quando è diventato rappresentante degli studenti si è montato troppo la testa, Poppy infatti è convinta che far parte di una squadra gli insegnerà a essere più umile. Sebbene all'inizio Rory fosse restio a giocare, in breve si rivela un giocatore talentuoso, con grande piacere di Will e di Sophie, la quale ha ritrovato l'entusiasmo di giocare. Da quando Angie e Graham si sono trasferiti a casa di Douglas, quest'ultimo ha iniziato a trovare irritante la presenza di Graham, il quale vorrebbe stringere amicizia con lui, rivelandosi fin troppo servizievole nei suoi confronti, mentre Douglas vorrebbe solo essere lasciato in pace. Quando Will rivela a Poppy che il torneo di calcio è per gli under 9 Poppy gli confessa che Rory in realtà ha dieci anni, solo lei, Ron e Miggy ne sono a conoscenza. Rory è sempre stato un bambino minuto, piccolo per la sua età, quindi lo iscrissero a scuola con un anno di ritardo. All'inizio Will era dell'intenzione di esonerare Rory dal torneo, ma vedendo quanto Sophie sia felice ora che la squadra sta iniziando a vincere per merito dell'indispensabile supporto di Rory, decide di cambiare idea. Angie inizialmente chiede a Graham di moderare il suo affetto nei confronti di Douglas, ma poi rendendosi conto che ciò lo stava portando a essere una persona arida, decide di lasciare la casa di Douglas, rimproverandolo per la sua mancanza di gentilezza nei riguardi di suo figlio, perché Graham gli è affezionato dato che lo vede come una figura maschile su cui fare affidamento. Poppy non è contenta di vedere suo figlio giocare, infatti ora è diventato persino più arrogante di prima, inoltre gioca in maniera fallosa, come se non bastasse Will si è trasformato in un allenatore aggressivo e esigente. Poppy alla fine rivela davanti a tutti che Rory ha dieci anni, e quindi ora non avrà più il permesso di giocare. Rory ci è rimasto male nell'apprendere che sua madre gli aveva tenuto nascosta la sua vera età, Poppy gli confessa che, essendo più piccolo dei suoi coetanei gli altri bambini lo prendevano in giro, a quel tempo le cose erano complicate anche perché il suo matrimonio con Ron era già entrato in crisi, aveva deciso di aspettare un anno in più per mandarlo a scuola solo per proteggerlo. Rory la perdona, promettendole che da ora cercherà di essere meno arrogante, poi Poppy e i suoi amici gli organizzano una festa a sorpresa per i suoi dieci anni, dato che non aveva avuto modo di festeggiarli. Will si scusa con Sophie per il modo in cui si è comportato, ma lei lo perdona ammettendo tra l'altro che le è piaciuto vedere suo padre diventare più competitivo. Douglas chiede a Angie di non andarsene, infatti vuole ancora che lei e Graham continuino a vivere a casa sua, spiegandole che la ragione per cui ha difficoltà a essere affettuoso è per via del brutto rapporto che aveva con sua madre, ma le promette che si sforzerà di cambiare. Infine Graham e Douglas condivideranno un bel momento quando quest'ultimo insegnerà al bambino ad annodarsi la cravatta.
- Ascolti USA: 2 460 000 telespettatori[15]

## Benvenuti all'inferno!
- Titolo originale: Welcome to Hell, Sickos!
- Diretto da: Jennifer Arnold
- Scritto da: Noah Garfinkel

### Trama
È il giorno di Halloween che coincide con il compleanno di Tracy, i suoi parenti dalla Polonia sono venuti a Los Angeles per festeggiare il suo compleanno, Will però non prenderà parte ai festeggiamenti perché deve passare la serata a scuola con sua figlia dato che ci sarà la gara delle zucche e Sophie intende vincerla. Douglas accompagna i ragazzi a scuola scoprendo che era un suo dovere decorare in maniera spettrale la scuola in quanto rappresentante dei genitori, ma non avendolo mai fatto, scopre che Amy e Emma hanno addobbato a dovere la scuola al suo posto. Poppy fa capire a Will che Tracy, benché gli avesse dato il permesso di non partecipare al suo compleanno, sicuramente anche se ha cercato di nasconderlo, è delusa dal suo comportamento. Will decide quindi di fare una breve sosta al ristorante dove Tracy è andata a festeggiare con la sua famiglia, dando a Miggy il permesso di passare la notte di Halloween a casa sua dove rifornirà di dolci i bambini che verranno a bussare alla sua porta. Tracy apprezza tantissimo la visita di Will, il quale però rimane intrappolato lì quando scopre che si tratta di una escape room. Dato che Angie e Poppy sono rimaste sole a casa di Douglas decidono di organizzare una festa insieme ad alcuni adolescenti che avevano visto nel campo da golf, ma quando gli invitati se ne vanno, le due donne scoprono che hanno rubato gli alcolici di Douglas. Will è sempre più agitato, ha paura di non fare in tempo per la gara di zucche, e sebbene avesse tentato di nasconderlo a Tracy, lei lo esonera dal dover giocare con loro, quindi Will esce dalla stanza, rovinando però la torta di compleanno della sua fidanzata. Come se non bastasse, è arrivato in ritardo alla gara, che Sophie per giunta ha pure perso. Will si scusa con sua figlia, ha gestito male la faccenda, non voleva che Sophie si sentisse trascurata da lui, ma la bambina afferma che se Will desiderava veramente trascorrere con Tracy il suo compleanno avrebbe solo dovuto chiederglielo, ma il vero problema è che Will si sta barcamenando senza successo tra sua figlia e la sua fidanzata, quindi Sophie gli propone di trascorrere più tempo tutti e tre insieme così sarà più facile per lui. Will e Sophie tornano a casa scoprendo che è stata organizzata una veglia funebre in loro memoria dato che Miggy aveva fatto credere a tutti che erano morti. Emma e Amy spiegano a Douglas che hanno addobbato la scuola al suo posto perché sono stufe che tutti si lamentino di lui visto che nessuno lo ritiene un buon rappresentante dei genitori, le gemelle lo considerano un padre eccezionale e volevano che anche gli altri lo vedessero nel modo in cui lo vedono loro. Douglas, capendo che non adempiendo a dovere alle sue mansioni di rappresentante dei genitori mette Emma e Amy in una brutta posizione, promette a entrambe che da ora proverà a prendere la sua carica con più serietà.
- Ascolti USA: 2 660 000 telespettatori[16]

## Xander e Camille
- Titolo originale: Xander and Camille
- Diretto da: Trent O'Donnell
- Scritto da: Alex Cuthbertson & Matt Fusfeld

### Trama
Poppy e Angie vanno a bere in un bar, e lì Angie incontra un uomo di nome Xander, per gioco si presenta a lui con il nome di Camille, e i due passano la notte insieme. Il mattino dopo Angie scopre che Xander è il figlio di Douglas, e ne rimane sconcertata, ma mai quanto Poppy la quale ignorava che il suo fidanzato avesse un figlio. Will deve fare un servizio in TV affidando Sophie, Rory e Graham alle cure di Miggy, scoprendo che gli hanno rubato la carta di credito per pagarsi delle pizze. Will non trova appropriato che Miggy si faccia prendere gioco dai bambini senza imporsi su di loro, facendogli tenere presenta che quando Jack crescerà dovrà impartirgli il senso della disciplina, quindi Will punisce i bambini requisendo i loro table. Angie e Poppy pretendono delle spiegazioni da Douglas il quale spiega che Xander è il figlio che ha avuto dal suo primo matrimonio, lui e la madre di Xander si sposarono ma in breve divorziarono, due anni prima ebbero un brutto litigio, quando Xander stava per battere Douglas a una partita di golf, che Douglas sospese visto che a suo dire c'era il maltempo, infatti Xander ha sempre ritenuto che quella fosse una bieca bugia per risparmiarsi l'umiliazione di perdere privando il figlio della soddisfazione di batterlo, da allora i due non si parlano più. Rory, Sophie e Graham rivogliono i loro table, quindi rinchiudono Miggy nello sgabuzzino, dunque Will torna a casa e lo libera, però i bambini rubano il cellulare sia a Miggy che a Will. Intanto Poppy e Angie provano a riconciliare Douglas e Xander, ma la cosa degenera al punto tale che i due decidono di ripetere la partita di golf che il principio li divise. Proprio sul campo da golf, Poppy capisce che Xander aveva ragione, infatti Douglas con la scusa del maltempo aveva interrotto la partita avendo capito che l'avrebbe persa. Douglas spiega a Poppy che Xander è molto diverso da Amy e Emma, lui non è mai stato una persona particolarmente realizzata, e Douglas apprezzava questo aspetto di lui dato che ciò portava Xander ad ammirarlo, ma quando stava per vincere quella partita, temeva che suo figlio lo avrebbe guardato con occhi diversi, aveva paura di perderlo, ma ora ha capito che invece, negandogli la vittoria, ha finito col perderlo ugualmente. Poppy cerca di fargli capire che Xander ha bisogno di suo padre, e non di vincere una partita, quindi Douglas confessa tutta la verità a Xander, riappacificandosi con lui, ammettendo che ora è Xander il "maschio alpha". Xander apprezza le sue parole, ma ci tiene ugualmente a concludere la partita, finendo però col perderla miseramente. Will restituisce i table ai bambini in cambio dei cellulari, ma Miggy in maniera astuta modifica il codice del Wi-Fi rendendo quindi i table inutili. Will costringe i bambini a svolgere le faccende domestiche, infine Rory, Sophie e Graham sono costretti a essere servili con Miggy il quale in cambio gli dà gradualmente il nuovo codice.
- Ascolti USA: 2 600 000 telespettatori[17]

## Ogni giovedì dovrebbe essere così!
- Titolo originale: Every Thursday Should Be Like This
- Diretto da: Satya Bhabha
- Scritto da: Mnelik Belilgne

### Trama
È il giorno del ringraziamento, e tutti lo festeggiano a casa di Douglas, inoltre Will invita Tracy alla cena, e Miggy invece invita la Pronstroller, infatti i due si frequentano da un po' di tempo. Will è in competizione con Tony, il maggiordomo di Douglas, infatti si cimenteranno nella preparazione del tacchino per vedere chi dei due cucinerà quello più buono. Will chiede a Angie di fare amicizia con Tracy, e le due in effetti vanno d'accordo mettendosi a bere vino insieme, ma poi Tracy inizia a sentirsi in colpa quando le rivela in confidenza di trovare Sophie fastidiosa. Angie cerca di non dare peso alla cosa, ma poi ne parla con Poppy la quale minimizza la faccenda in quanto è naturale che spesso le persone trovino i bambini insopportabili, consigliandole caldamente di non intromettersi nella vita sentimentale di Will. Douglas, trovando fin troppo seccante che la Pronstroller non faccia altro che stargli col fiato sul collo per via dei suoi doveri di rappresentante dei genitori, cerca di distrarla provando ad aiutare lei e Miggy a far funzionare la loro relazione. In effetti Miggy e la Pronstroller non si parlano nemmeno, comunicano solo attraverso i cellulari, quindi Douglas li aiuta a conversare; anche se all'inizio voleva soltanto usare Miggy per far sì che la Pronstroller fosse meno scocciante nei suoi riguardi, alla fine capisce che in fondo vorrebbe che Miggy costruisse insieme a una donna una relazione appagante come quella che hanno lui e Poppy, infatti Douglas riconosce che stare insieme a Poppy lo sta cambiando. Tracy abbandona la festa, quindi Angie la raggiunge insieme a Will spiegandogli di aver messo in difficoltà la sua fidanzata, inconsciamente era gelosa perché tutti i suoi amici hanno delle relazioni romantiche mentre lei è tutta sola. Angie preferisce non dirgli che Tracy non nutre molta simpatia per Sophie, quindi Will e Tracy si riappacificano, tornando in tempo a casa di Douglas per la cena. Miggy e la Pronstroller iniziano finalmente a conversare e a conoscersi meglio. Tracy parlando con Angie ammette che probabilmente non riuscirà mai a inserirsi nel gruppo di amici di Will, inoltre comprende che lui e Angie sono uniti dal fatto che hanno dei figli. Tracy spiega a Angie che loro due non potranno mai essere amiche, infatti Angie è innamorata di Will e sebbene non lo abbia mai confidato a nessuno, Tracy lo aveva già capito da sola, benché non ne faccia un problema, ma proprio per questo lei e Angie non potranno mai stringere amicizia. Angie, non trovando nemmeno un posto a sedere, è costretta a stare al tavolo dei bambini. Purtroppo per Will, il tacchino cucinato da Tony, si rivela molto più buono del suo.
- Ascolti USA: 2 570 000 telespettatori[18]

## Un posto dove gli uomini possono essere uomini
- Titolo originale: A Place Where Men Can Be Men
- Diretto da: Dean Holland
- Scritto da: Kyle Mack

### Trama
Graham viene sospeso da scuola per aver portato in classe le riviste pornografiche di Douglas, adesso Angie si sente costretta a dovergli fare il discorso sul sesso, ma poi ci rimane male quando Graham le dice che preferirebbe discutere dell'argomento con Will e Douglas. Will è felicissimo all'idea di poter parlare di sesso con Graham, almeno fino a quando, casualmente, scopre che suo padre a sua insaputa, tradiva la moglie con un'altra donna. Intanto i bambini si preparano per una festa scolastica, e Poppy nota che Amy è un po' triste. Ora che lei e Douglas escono insieme vorrebbe imparare a conoscere meglio le gemelle, cercando la loro confidenza. Poppy convince Amy ad aprirsi con lei, e la piccola ammette che vorrebbe andare alla festa, ma vestendosi in maniera più femminile, temendo che Emma non lo accetterebbe, dato che avevano concordato di vestirsi nello stesso modo, come fanno sempre. Angie è delusa dal fatto che Graham preferisca parlare di sesso con Will e Douglas piuttosto che con lei, infatti si sente una pessima madre in virtù del fatto che suo figlio è stato sospeso da scuola, oltre all'incendio che ha rovinato la loro casa. Le cose peggiorano quando Angie porta Sophie a fare la spesa, e vedendo Angie assaggiare il cibo senza pagarlo, Sophie si mette a taccheggiare. Poppy aiuta Amy a vestirsi in maniera più appariscente, ma poi Emma pretende che Poppy faccia un costume anche per lei identico a quello della gemella, e questo porta Amy a litigare con sua sorella trovando soffocante che Emma le impedisca di trovare la sua identità fuori dalla loro sorellanza. Le due bambine iniziano a picchiarsi, ma alla fine Poppy e Rory le costringono ad ammettere il vero problema: Amy ci tiene a esprimere la sua personalità e essere se stessa, mentre Emma si ostina a voler essere uguale a sua sorella sentendo che questo è l'unico modo che hanno per essere unite. Poppy le aiuta a fare pace spiegando a entrambe che pur somigliandosi, saranno sempre due persone distinte, ma che è possibile essere unite anche nella diversità, sostenendosi vicendevolmente. Will e Douglas fanno capire a Graham che il sesso è complicato e indipendentemente dall'età esso lo porterà sempre a porsi delle domande, e che è più che normale essere curiosi. Alla festa, Emma e Sophie si vestono in maniera differente, e poi abbracciano Poppy, e Douglas ne è piacevolmente sorpreso dato che le sue figlie solitamente non sono così affettuose con gli altri. Sophie confessa a Angie che malgrado i suoi errori, la ammira vedendola come un punto di riferimento, perché Will è praticamente il genitore perfetto, ma Angie è la prova che è possibile cavarsela anche commettendo degli sbagli, e le due si abbracciano.
- Ascolti USA: 2 540 000 telespettatori[19]

## Buone feste a tutti
- Titolo originale: Good Holidays to You
- Diretto da: Bill Purple
- Scritto da: Alison Bennett

### Trama
È Natale quindi Angie è decisa più che mai a dare a Graham quello che desidera, ovvero la neve, quindi Will scopre che nel giorno di Natale è prevista una nevicata al Lake Arrowhead, dunque affittano una casa sul lago andando lì insieme ai figli. Amy e Emma sorprendono Poppy e Douglas a baciarsi, riferendolo a Rory, scoprendo così che i loro genitori stanno insieme, infatti Poppy e Douglas avevano tenuto tutto nascosto ai figli in quanto nemmeno loro hanno mai decretato se hanno veramente una relazione seria o meno. Arrivati a Lake Arrowhead Angie, Will, Sophie e Graham devono constatare che non c'è nessuna neve, Angie arriva al punto di rubare una macchina per la neve, spiegando a Will che suo figlio oltre alla neve aveva fatto un'altra richiesta: lui desidera conoscere Derek. Angie non ne vuole sapere di presentargli suo padre, temendo di non poter controllare tutto ciò che susseguirà da un loro eventuale incontro, quindi per lo meno vuole regalargli la neve. Sebbene Will non nutra simpatia per Derek, è convinto che Graham dovrebbe conoscerlo, infatti anche Will ha un rapporto conflittuale con Mia, spiegando però a Angie che comunque è importante che Sophie abbia un rapporto con sua madre, e che dunque il solo fatto che Graham abbia un al altro genitore che lo ami sicuramente è una cosa positiva. Rory, Emma e Amy decidono di non rivelare ai loro genitori ciò che hanno scoperto, invece preferiscono fare leva sul senso di colpa così che possano avere da Douglas e Poppy tutto ciò che vogliono. Purtroppo per loro, Douglas e Poppy capiscono subito quello che avevano in mente, in ogni caso non ritengono di dover rendere ufficiale la loro relazione. I loro figli però affermano che ciò che li spaventa è di definire il loro rapporto, tra l'altro Rory insiste sul fatto che sua madre merita un uomo che la ama, chiedendo a Douglas quali siano i sentimenti che prova per lei. Prima di poter dare una risposta alla domanda, Douglas, Poppy, Miggy, Emma, Amy, Rory e Jack partono per Lake Arrowhead e tirare fuori di prigione Angie e Will per il furto della macchina per la neve. Angie capisce solo alla fine quanto per Graham sia importante conoscere suo padre dato che è la richiesta che ha sempre fatto a ogni Natale, quindi Angie gli promette che organizzerà un incontro tra lui e Derek, ricevendo un abbraccio di Graham in segno di gratitudine. Con grande felicità di tutti, proprio come Will aveva previsto, si mette a nevicare, infine Douglas e Poppy si dichiarano amore reciproco, infatti non intendono più nascondersi rendendo finalmente ufficiale la loro storia. 
- Ascolti USA: 3 010 000 telespettatori[20]

## L'Uomo Angie
- Titolo originale: The Angie-Man
- Diretto da: Jillian Giacomini
- Scritto da: Berkley Johnson e Maureen Mwombela

### Trama
I genitori di Will sono venuti a Los Angeles per festeggiare il loro anniversario di matrimonio, in effetti dopo che Will aveva scoperto che suo padre tradiva la moglie si era confrontato con lui, il quale alla fine ha confessato alla moglie le sue infedeltà. Angie aiuta Will con i preparativi della festa di anniversario, e in effetti Angie si guadagna velocemente la simpatia dei genitori del suo amico, salvo poi scoprire che hanno frainteso la situazione: loro credono che Angie e Will sono una coppia. Rory incoraggia Douglas a passare la giornata con lui, così che Poppy possa concentrarsi meglio sul lavoro, anche se Poppy non gli ha chiesto nulla, lei in realtà vorrebbe che Douglas fosse più disponibile nel darle una mano, rivelandogli che Poppy lasciò il suo ultimo fidanzato proprio perché non la aiutava mai. Douglas si offre di passare la giornata con Rory, e Poppy approfitta del tempo libero, ma non per lavorare, ma per godersi una giornata di svago al centro commerciale con Miggy. Purtroppo però, proprio al centro commerciale, incrociano Douglas e Rory. A quel punto Douglas fa capire alla sua fidanzata che non deve sentirsi in imbarazzo se vuole divertirsi, deve sentirsi libera di chiedergli quello che vuole, e infatti Douglas pur di farla contenta, è disposto a passare tutta la giornata con suo figlio. I genitori di Will spiegano al figlio che erano sul punto di divorziare, solo la loro convinzione che Will e Angie siano una coppia felice ha salvato il loro matrimonio. Will chiede a Angie di fingere di essere la sua fidanzata, almeno fino alla fine della festa. La cosa è difficile per entrambi, ma in breve i due conquistano la simpatia di tutti gli invitati, e in effetti entrambi ammettono che fingere di essere una coppia è divertente. Purtroppo, a rovinare tutto, ci pensa Tracy, la quale al suo arrivo bacia Will davanti ai suoi genitori, i quali pretendono una spiegazione. Will confessa tutta la verità, e i suoi genitori iniziano a litigare, ormai Will ha capito che il loro matrimonio è finito. Angie comprende che lei è fin troppo presente nella vita del suo amico, e questo non è giusto nei riguardi di Tracy, infatti Angie propone a Will di porre un freno alla loro amicizia, è meglio se per un po' smettano di vedersi. Will accetta passivamente la cosa, e infatti si separano in maniera apparentemente amichevole, anche se è evidente che entrambi sono tristi.
- Ascolti USA: 3 330 000 telespettatori[21]

## Benvenuti a Hilltop
- Titolo originale: Welcome to Hilltop!
- Diretto da: Daryl Wein
- Scritto da: Dani Shank

### Trama
Dato che a scuola ci sarà un ponte di tre giorni, Sophie protesta affinché le venga dato il permesso di portare il pappagallo della scuola a casa sua per tutto il ponte non volendo lasciarlo solo per tre giorni nell'istituto, ma la vicepreside Yarble non intende permetterlo. Will cerca di aiutarla, ma Douglas sottolinea come lui sostenga Sophie in tutte le sue iniziative solo per il gusto di mettersi in mostra come padre di una figlia modello. Sharon rivela a Poppy di essere incinta, lei e Ron avranno una bambina. Sophie decide di rubare il pappagallo e di portarlo a casa sua, ma le cose prendono una brutta piega quando Sophie lo lancia dalla finestra per farlo scappare via, ma il pappagallo non sapendo volare, muore cadendo sopra un rastrello. Poppy e Angie sorprendono la Pronstroller insieme a un ragazzo di nome Brian, quindi decidono di seguirlo fino a casa sua, sicure del fatto che tradisca Miggy. In realtà Poppy cerca solo delle scuse per non pensare a Sharon, ammettendo che la sua gravidanza la mette un po' a disagio, anche se Sharon gentilmente vorrebbe rendere Poppy partecipe della sua felicità, lei lo trova inappropriato, perché la realtà dei fatti è che Rory a breve avrà una sorellina ma non sarà lei a dargliela, di conseguenza Rory, Ron, Sharon e la bambina che sta per nascere saranno una famiglia di cui Poppy non farà parte. Sophie decide di confessare la verità su ciò che ha fatto ma Will la esorta a mantenere il silenzio, infatti lui non vuole che venga danneggiata l'idea che tutti hanno di Sophie, ovvero quella della bambina perfetta, quindi Douglas, Emma e Amy vanno a casa di Will per liberarsi del corpo del pappagallo, e per aiutare Sophie a trovare una scusa perfetta per discolparsi. Alla fine Angie e Poppy scoprono che la Pronstroller non tradisce Miggy, infatti lei, Brian e Miggy hanno un ménage à trois, e tutti e tre ne sono felici. Poppy, prendendo esempio da Miggy, capisce che in fondo diventare una famiglia allargata non è poi così male, ora in effetti è più felice della gravidanza di Sharon. Douglas costringe Will ad ammettere la sua ipocrisia, lui affermava di voler incoraggiare Sophie a combattere per le giuste cause, ma ora che invece si è comportata male, la vuole coprire solo perché ama il fatto che tutti lo vedano solo come il padre di una figlia perfetta. La Yarble indaga sulla sparizione del pappagallo, quindi va a casa di Will per interrogare Sophie che riesce a convincere la vicepreside della sua innocenza raccontando delle bugie credibili. Ma poi è proprio Will a confessare tutta la verità alla Yarble, avendo capito che non può sostenere sua figlia quando lei si comporta male, perché altrimenti Sophie perderebbe di vista quali sono i giusti valori. La scuola sostituisce il pappagallo morto con uno nuovo, mentre Will, Douglas e Sophie, come punizione, dovranno occuparsi delle pulizie della scuola.
- Ascolti USA: 2 440 000 telespettatori[22]

## Pezzetti
- Titolo originale: Chunkies
- Diretto da: Ken Whittingham
- Scritto da: Taylor Cox

### Trama
Will si prepara ad andare a cena con Tracy dato che da un po' di tempo non fa che trascurarla, mentre Angie si prepara a dare ospitalità a Derek che verrà a Los Angeles per conoscere suo figlio. Sophie è preoccupata per suo padre, ascoltando casualmente una conversazione tra Tracy e una sua collega, ha scoperto che lei intende chiudere con Will durante la cena. Sophie non volendo che suo padre soffra, decide di sabotare la cena così da privare Tracy dell'opportunità di lasciarlo, dunque finge di avere un attacco di vertigini, infatti Will, sentendo il dovere di accudire sua figlia, annulla la cena. Graham conosce finalmente suo padre, vestendosi elegantemente per l'occasione, ma poi si mette a vomitare, infatti ha l'influenza. Will si mette a litigare con Tracy quando quest'ultima cerca di fargli capire che Sophie ha palesemente mentito e che non soffre di vertigini. Will non accetta che Tracy dia della bugiarda a sua figlia, e quindi Tracy decide di andare a cenare da sola al ristorante dove Will aveva prenotato, stufa che il suo fidanzato la metta sempre in secondo piano. Derek si rivela premuroso e attento nell'accudire Graham, poi anche Angie si mette a vomitare infatti pure lei si è ammalata, comunque tutto ciò la porta a odiare Derek anche più prima, perché volendolo sarebbe stato un bravo padre, e invece l'ha abbandonata quando era incinta e lei ha dovuto prendersi cura da sola di suo figlio; comunque Derek accudisce pure Angie la quale ormai non aveva più la forza di rimanere sveglia. Will si arrabbia con Sophie quando scopre che aveva finto di stare male. Sophie gli rivela le motivazioni delle sue bugie, ma Will le fa capire che anche se non è felice all'idea che Tracy voglia chiudere la loro relazione, comunque, se Tracy non intende più stare con lui, ha il diritto di lasciarlo, e che comunque mentire è sempre sbagliato, anche quando le intenzioni sono buone. Will e Sophie raggiungono Tracy al ristorante, e Will si scusa con lei, promettendole che le darà più attenzioni, ma poi Will si rende conto che anche volendo, non è in grado da dedicarle più tempo. Tracy spiega a Will che Sophie ha frainteso: quando stava conversando con la sua collega stava solo parlando della sua intenzione di interrompere la dieta. Comunque, in effetti, Tracy ha deciso di lasciare ugualmente Will, perché anche se lui ha smesso di vedere Angie, non è comunque in grado di darle le attenzioni che vuole. Will ci rimane male, dato che sentirà la sua mancanza, oltre al fatto che sarà imbarazzante continuare a frequentarla al lavoro, ma decide di farsene una ragione, avendo capito che Tracy merita un uomo che la metta al primo posto, e quindi i due si lasciano con un tenero abbraccio. Derek prepara la colazione a Graham e Angie, tra l'altro inizia a legare con suo figlio, i due infatti vanno molto d'accordo. Derek ammette di aver sbagliato ad abbandonare Angie e Graham, comunque adesso Angie è meno ostile con lui, infine tutti e tre si mettono a fare colazione insieme come una famiglia.
- Ascolti USA: 2 410 000 telespettatori[23]

## Cibo spazzatura
- Titolo originale: Yarn and Pebbles
- Diretto da: Michael Schur
- Scritto da: Noah Garfinkel

### Trama
- Ascolti USA: 2 380 000 telespettatori[24]

## Cena da seconda elementare
- Titolo originale: Chez Second Grade
- Diretto da: Jeff Blitz
- Scritto da: Kyle Mack

### Trama
- Ascolti USA: 2 440 000 telespettatori[25]

## Le nuove anche di Dolores
- Titolo originale: Hip$ for Dolores
- Diretto da: Natalia Anderson
- Scritto da: Mnelik Belilgne

### Trama
- Ascolti USA: 2 190 000 telespettatori[26]

## Untz, untz, untz
- Titolo originale: Untz, Untz, Untz
- Diretto da: Erin O'Malley
- Scritto da: Ali Kinney

### Trama
- Ascolti USA: 2 260 000 telespettatori[27]

## Parto in casa
- Titolo originale: Oh Dip, She's Having a Baby
- Diretto da: Jason Winer
- Scritto da: Kim Rosenstock

### Trama
- Ascolti USA: 2 480 000 telespettatori[28]

## Una notte a Camarillo
- Titolo originale: A Night in Camarillo
- Diretto da: Anya Adams
- Scritto da: Celeste Klaus

### Trama
- Ascolti USA: 2 370 000 telespettatori[29]

## Situazione sexy
- Titolo originale: Look, This is Obviously a Sexy Situation
- Diretto da: Matt Freund
- Scritto da: Matt Fusfeld e Alex Cuthbertson

### Trama
- Ascolti USA: 2 790 000 telespettatori[30]

## Una notte di baci alla francese
- Titolo originale: A Night of Delicate Frenching
- Diretto da: Fred Savage
- Scritto da: David Feeney

### Trama
- Ascolti USA: 2 220 000 telespettatori[30]

## Slideshow finale
- Titolo originale: No. Wait. What? Hold On.
- Diretto da: Erin O'Malley
- Scritto da: JJ Philbin

### Trama
- Ascolti USA: 2 260 000 telespettatori[31]